# Elbe-Weser Radio
Elbe-Weser Radio (Rufzeichen: „DAC“) war von 1904 bis 1996 eine Küstenfunkstelle in Deutschland. Sie hatte ihre Betriebszentrale zuletzt in der Ortschaft Altenwalde und die Antennenfelder in Sahlenburg bei Cuxhaven. Elbe-Weser Radio gilt als die erste Küstenfunkstelle in Deutschland.

## Die Anfänge
Am 1. April 1904 wurde an der Alten Liebe in Cuxhaven die „Marinefunkenstation Cuxhaven“ errichtet. Sie diente anfangs ausschließlich militärischen Zwecken. Ab 1906 vermittelte sie dann auch Telegramme privaten Inhalts; daher waren ab ca. 1910 neben den Marineangehörigen auch Postbeamte in der Station tätig. Schließlich wurde die Station am 1. April 1912 komplett von der Reichspostverwaltung übernommen. Seither wurde sie als Küstenfunkstelle für den öffentlichen Seefunk betrieben. Der Erste Weltkrieg führte zu starker Einschränkung des öffentlichen Seefunkdienstes, die Reichspostverwaltung konnte erst ab dem 21. Februar 1919 den Betrieb wieder uneingeschränkt aufnehmen.

## Die Zeit bis zum Zweiten Weltkrieg
1926 zog die Funkstelle in das Postamt Cuxhaven um. Die Funktechnik hatte sich zwischenzeitlich erheblich weiterentwickelt, so wurden die bisher verwendeten Tonfunkensender durch Röhrensender abgelöst. Um zu vermeiden, dass sich Sender und Empfangsanlage gegenseitig stören, wurden sie – wie bei den Küstenfunkstellen später üblich – räumlich getrennt. In Sahlenburg wurde 1928 eine neue Sendeanlage gebaut, die Holztürme der Antennen waren in der Elbmündung weithin sichtbar. Auch die Empfangsstelle im Postgebäude wurde bald wieder verlegt, weil das sich in der Innenstadt befindliche Gebäude nicht der ideale Ort für den Funkempfang war und starke Störungen auftraten. So wurde die Empfangsstelle kurzerhand in eine Gartenlaube im Ortsteil Duhnen eingerichtet. Erst 1930 konnte eine neue Empfangsfunkstelle im Ort Berensch bezogen werden. Erst seitdem führt die Funkstelle den Namen „Elbe-Weser Radio“.
Die Neubauten der Funkstelle und die Erweiterung des Geräteparks hatten für die Nutzer den Effekt, dass erstmals auch Sprechfunk betrieben werden konnte; beim bisher verwendeten Telegrafiefunk war es stets nötig, einen ausgebildeten Berufsfunker an Bord zu haben, das war nun nicht mehr unbedingt erforderlich.
Die Prüfung für das Sprechfunkzeugnis war relativ leicht zu erwerben, und so machte besonders die Hochseefischerei davon Gebrauch. Das führte dazu, dass Elbe-Weser Radio bis zum Zweiten Weltkrieg die Hauptanlaufstelle für die Hochseefischerei war. Sein Verkehrsbereich umfasste im Territorium der Nordsee das Gebiet von Norderney bis Kiel und darüber hinaus alle Gebiete des Nordmeers, die von den deutschen Fischfängern befischt wurden (wie z. B. Barentssee, Spitzbergen und Island).
Während des Zweiten Weltkrieges beschränkte sich der Funkverkehr dann auf die Wahrnehmung des Seenotdienstes und auf Luftwarnungen für die deutsche Handelsflotte, da die Empfangsfunkstelle gleich bei Beginn des Kriegs durch die Kriegsmarine besetzt worden war. Am Ende des Zweiten Weltkrieges war die deutsche Handelsschifffahrt vernichtet.

## Nach dem Zweiten Weltkrieg

### Elbe-Weser Radio in Diensten der Royal Navy
Das Elbe-Weser Radio hatte den Krieg als einzige deutsche Küstenfunkstelle unbeschädigt überstanden und kam zunächst unter den Befehl der Royal Navy. Diese sorgte dafür, dass der Seenotdienst aufrechterhalten blieb, nicht zuletzt zur Sicherheit der eigenen Schiffe. So wurden auch einigen alliierten Nachschubbooten, die in der Deutschen Bucht in Seenot geraten waren, wirksame Hilfe geboten. Das sicherte das Fortbestehen von Elbe-Weser Radio und schon bald erhielt die Funkstelle wieder weitere Aufgaben zugewiesen. Zwischen der Empfangsstelle und dem Sitz der Royal Navy wurde eine Springschreiberverbindung geschaltet, um eine bessere und schnellere Kommunikation zu ermöglichen. Elbe-Weser Radio übernahm dann die mengenmäßig schnell zunehmende Übermittlung von Telegrammen zwischen den britischen Nachschubschiffen und Truppentransportern und deren Dienststelle in Cuxhaven. Gleichzeitig wurde zweimal täglich ein Wetterbericht in englischer Sprache gesendet.
Anfang August durften dann die ersten deutschen Fischdampfer wieder in die Nordsee auslaufen, die Funkverbindungen mit ihnen wurde von Elbe-Weser Radio gewährleistet. Mit dem Wiederentstehen der Fischflotte nahmen auch die Funkverbindungen mit den Fischern zu, deren Schiffe mittlerweile alle mit Funkanlagen ausgerüstet waren. Und die Aufgaben wurden immer umfangreicher. Neue Feuerschiffe, „Amrumbank“ und „Außeneider“, wurden ausgelegt, und insbesondere die berühmte „Elbe 1“ sorgte für eine weitere Zunahme des Funkverkehrs, denn ihr war befohlen, sämtliche passierende Schiffe an die britischen Hafenbehörden zu melden. Hinzu kam dann auch noch die Funkverbindungen mit den Bergungsschleppern.
Schon im Spätsommer 1945 hatte der Funkverkehr von Elbe-Weser Radio die Vorkriegszahlen längst überschritten.
Diese große Menge von Funkverkehr veranlasste die Royal Navy, für die Elbe-Weser Radio auch weiterhin quasi exklusiv arbeitete, die Empfangsfunkstelle in das Gebäude der Navy nach Cuxhaven zu verlegen, um den Funkverkehr besser überwachen zu können.

### Wieder unter eigener Regie
Anfang 1946 gab die Royal Navy die Verantwortung für Elbe-Weser Radio ab und schon bald drängte sich der zivile Charakter dieser Station nach und nach wieder in den Vordergrund. Die Empfangsfunkstelle wurde erneut verlegt, nachdem die alte Station in Cuxhaven ohnehin nicht mehr den Anforderungen entsprach. Der Betrieb zog nun um in die ehemalige Marine-Peilfunkstation nach Altenwalde. Die Schifffahrt war zu dieser Zeit sehr durch die noch immer überall liegenden bzw. im Gezeitenstrom treibenden Seeminen behindert und Elbe-Weser Radio meldete die Minenpositionen und hatte damit für die Sicherheit der Schiffe in der Nordsee eine sehr hohe Bedeutung.
Ab 1947 durften die Eisbrecher auf der Unterelbe wieder Funkverkehr durchführen, 1948 wurde der öffentliche Telegrammverkehr wieder zugelassen und 1949 schließlich erfolgte die Zulassung des allgemeinen Funkverkehrs mit deutschen Schiffen. So nahmen die Aufgaben der Küstenfunkstelle weiter zu und hatten sich im Vergleich zu den Vorkriegszahlen bis Dezember 1951 verdreifacht.

### Peilfunknetz Nordsee
Um den Seenotdienst und die Unterstützung bei der Navigation zu verbessern, baute man ein sogen. Peilfunknetz auf, welches ermöglichte, den Standort eines jeden Schiffes, das einen Telegrafiefunksender an Bord hatte, zu bestimmten. Die Peilfunkstelle war auf der Insel Neuwerk eingerichtet worden und nahm 1946 ihren Betrieb auf. Elbe-Weser Radio war die Leitfunkstelle des Peilfunknetzes Nordsee.

### Verbindung mit Helgoland
Nachdem die Insel Helgoland am 1. März 1952 von den Briten freigegeben war, musste sie wieder mit dem Fernmeldenetz der Deutschen Bundespost verbunden werden. Diese Aufgabe wurde zunächst von Elbe-Weser Radio übernommen, das über Funk eine Grenzwellenverbindung mit der Insel etablierte. Die Grenzwellenverbindung wurde auch später noch sporadisch genutzt, z. B. wenn das Seekabel gestört war; bis schließlich eine Anbindung von Helgoland über eine moderne Richtfunkstrecke hergestellt worden ist.

### Die Zeit bis 1958
Der Schiffsicherungsvertrag von 1948 verpflichtete alle Schiffe mit einer Tonnage von über 500 BRT (vorher 1600 BRT) sich aus Sicherheitsgründen mindestens ein Sprechfunkgerät zuzulegen; dieser Wert wurde 1965 nochmals, auf diesmal 300 BRT, reduziert. Das hatte zur Folge, dass die Anzahl der betriebenen Seefunkstellen (Schiffe) und dadurch der Nachrichtenverkehr sich drastisch erhöhten. Das führte letztlich dazu, dass Elbe-Weser Radio, im Zuge einer Neuorganisation der Küstenfunkstellen, einen Teil seiner Aufgaben an Norddeich Radio abgab. Die technischen Einrichtungen im Raum Cuxhaven blieben voll erhalten, wurden aber von Norddeich Radio fernbedient.
Bei Elbe-Weser Radio verblieben die Aufgaben, die den Peilfunk und den Seenotdienst betrafen.

## Einführung von UKW-Funk
Ebenfalls etwa 1958 begann die Einrichtung eines UKW-Seefunkdienstes, da erkannt wurde, dass der UKW-Bereich störungsfreiere Funkversorgung im Nahbereich ermöglichte. Die kleineren Geräte und Antennenanlagen machten es möglich, dass nun auch die kleinsten Sportboote mit Funk ausgerüstet werden konnten. Die vermittelten Gespräche waren nunmehr sowohl geschäftlicher Natur (Kontakte zwischen Schiffsführung und Reederei oder zwischen Schiffen) als auch privater Natur (Kontakt zwischen Besatzungsmitglieder und Angehörigen an Land).
Die UKW-Betriebszentrale und der Sendemast von Elbe-Weser Radio befand sich ab dem 1. April 1961 auf der „Holter Höhe“, der höchsten Erhebung von Cuxhaven. Der Funkverkehr stieg auch weiterhin stetig an: 1958 wurden lediglich 150 Gespräche vermittelt, 1961 waren es schon 47.000 und 1967 über 96.000 Gespräche. Damit übernahm Elbe-Weser Radio mehr als die Hälfte des gesamten UKW-Funkverkehrs deutscher Küstenfunkstellen.

## Das Ende von Elbe-Weser Radio als amtliche Küstenfunkstelle
Auch bei Elbe-Weser Radio schritt die technische Entwicklung unaufhaltsam fort. Schon 1968 wurden dort erste Experimente mit dem Satellitenfunk durchgeführt. In einem Dokument der Dienststelle jener Zeit wird erwähnt, dass der Satellitenfunk „mit verblüffend einfachem Geräteaufwand möglich ist“. Eben jener Satellitenfunk mit GMDSS führte knapp dreißig Jahre später dazu, dass Küstenfunkstellen, damit auch Elbe-Weser Radio, überflüssig wurden.
Am 15. Dezember 1996 wurde Elbe-Weser Radio endgültig geschlossen.
Die funktechnische Abdeckung der deutschen Seegebiete für Notfälle wird heute über Bremen Rescue Radio der  Rettungsleitstelle See sichergestellt.